# Rimae Hevelius
Rimae Hevelius – grupa rowów na powierzchni Księżyca o średnicy około 182 km. Znajduje się po zachodniej stronie Planitia Descensus na współrzędnych selenograficznych ☾ 1,0°N 68,0°W/1,000000 -68,000000. Nazwa tego systemu kanałów została nadana w 1964 roku przez Międzynarodową Unię Astronomiczną i pochodzi od krateru Heweliusz, nazwanego od polskiego astronoma Jana Heweliusza. Rimae Hevelius znajduje się zarówno wewnątrz krateru, jak również przecina jego brzeg od strony południowo-wschodniej.